# Die Erfinderbraut
Die Erfinderbraut ist ein deutscher Fernsehfilm von Thomas Nennstiel aus dem Jahr 2013 mit Simone Thomalla und Ulrich Noethen in den Hauptrollen. Er wurde im Auftrag für Das Erste produziert.

## Handlung
Alexandra Fuchs will eigentlich nichts mehr mit Männern zu tun haben, doch bei ihrer neuen Arbeitsstelle, einer Reinigung, trifft sie auf den sympathischen und schüchternen Geschäftsmann Gregor Sand, der sofort ihre Aufmerksamkeit erregt. Alexandra will bei ihm Eindruck schinden, indem sie ihm ihre Erfindung, einen Haltbarkeitsmesser für Lebensmittel, vorstellen will. Zur Unterstützung zieht sie die Patentanwältin Fiona-Salm Friedrich hinzu, welche sie noch von früher aus der Schule kennt. Doch ihre Bekannte nutzt das Vertrauen Alexandras eiskalt aus. Sie gibt gegenüber Gregor Sand vor, der Haltbarkeitsmesser sei eine Erfindung von ihr. Alexandra ist zutiefst enttäuscht und zieht sich komplett von Gregor zurück, mit dem sie begonnen hatte sich anzufreunden. Alexandras Kinder Julie und Moritz können nicht länger mit ansehen, dass ihre Mutter so einfach kampflos aufgeben will. So ergreifen sie die Initiative und besuchen Gregor Sand in seiner Firma. Die Empfangsdame will sie zwar nicht zu ihrem Chef vorlassen, aber die Kinder finden einen Weg bis in Sands Büro. Sie bringen ihm einfach alle Dinge, die ihre Mutter so erfunden hat, um ihm zu beweisen, dass die aktuelle große Erfindung auch von ihr ist und nicht von der Patentanwältin. Sand ist beeindruckt von den vielen kleinen praktischen Helfern und neigt dazu, den Kindern Glauben zu schenken. Er prüft die Angelegenheit und schreibt die Patentanmeldung auf Alexandras Namen um. Anschließend bringt er ihr das Dokument und einen Vorschuss. Alexandra ist dennoch nicht gewillt, sich auf Gregor einzulassen, obwohl er sich sichtlich um sie bemüht. Ihrer Tochter erklärt Alexandra, dass Männer sich nie für die Beute interessieren würden, sondern immer nur für die Jagd. Erst als Gregor live über das Radio in ihrer Geheimsprache zu ihr spricht, ist sie davon überzeugt, dass er sie wirklich liebt. So steht dem Happyend nichts mehr im Wege.

## Hintergrund
Die Erfinderbraut wurde vom 4. Januar 2011 bis zum 1. Februar 2011 gedreht. Produziert wurde der Film von der teamWorx Television & Film GmbH und UFA Fiction.

## Kritik
Die Kritiker der Fernsehzeitschrift TV Spielfilm zeigten mit dem Daumen zur Seite, vergaben für Humor, Action und Spannung je einen von drei möglichen Punkten und zogen beziehend auf den Filmtitel das Fazit: „Hier hätten die Erfinder nachbessern können“. Weiter führte man aus: „Auf der Romantikseite verbucht der Film ein paar Charmepunkte, aber mangelnder Dialogwitz und zu wenig Pep geben kaum Anlass zum Schmunzeln“.
Der mdr schrieb: „Eine patente Frau, die sich nicht davor scheut, Dinge selbst anzupacken und ihre persönlichen Visionen in die Tat umzusetzen - das ist Alexandra Fuchs, gespielt von Simone Thomalla. In ihrer Darstellung der selbstbewussten, aber auch verletzlichen Protagonistin gelingt es der Schauspielerin auf ganz uneitle Weise stark, emotional und auch anziehend zu wirken. An ihrer Seite agiert Ulrich Noethen. Das Zusammenspiel dieses sympathischen Paares verleiht dem witzigen, angenehm unaufdringlichen Familienfilm seinen besonderen Charme - inklusive einer der romantischsten Liebeserklärungen, die jemals im Fernsehen zu sehen war.“